# Роберт Оуен
Роберт Оуен, також Овен (англ. Robert Owen, 14 травня 1771, Ньютаун — 17 листопада 1858, там само) — валлійський філософ, педагог, один з засновників соціалістичного руху.

## Соціальний експеримент у Нью-Ланарку
Одним з перших Оуен взявся довести, що турбота про найманих робітників аж ніяк не суперечить інтересам підприємців. На підставі власного досвіду він виробив так звану систему «патронату». На своєму підприємстві в Нью-Ланарку Оуен скоротив робочий день до 10 з половиною годин, забезпечив працівників пристойним житлом, а для їхніх дітей за свої кошти відкрив початкову школу. Була заборонена праця дітей до 10 років. Все це для того часу нововведення Оуена були нечуваними, адже серед робітників англійської промисловості значну частину становили діти від 5 до 10 років, які працювали нарівні з дорослими по 14-16 годин на день. Тож сучасникам видавалося справжнім дивом, що попри експерименти фабрика Оуена залишалася прибутковою. Експериментом цікавилися і навіть захоплювалися, але інші підприємці наслідувати його приклад не квапилися.

## Восьмигодинний робочий день
Ще 1810 року Оуен висунув вимогу десятигодинного робочого дня, яка була запроваджена на його соціальному підприємстві у Нью-Ланарку. А вже 1817 року він поставив за мету добитися восьмигодинного робочого дня, що вилилося в гасло «Вісім годин роботи, вісім годин розваг, вісім годин спочинку» (англ. "Eight hours labour, Eight hours recreation, Eight hours rest").

## Педагогічні ідеї
Соціально-філософські основи виховання.
- Заперечував принцип свободи волі.
- Людина — продукт середовища. Р. Оуен спирався на близьку філософії Просвітництва ідею про вирішальний вплив зовнішнього середовища на характер людини.[8]
- У всіх недоліках сучасних людей винне соціальне середовище, тобто капіталізм, який є джерелом всіх соціальних лих.
- Треба замінити капіталізм соціалізмом.
- Доводив, що основною причиною суспільного зла є неосвіченість людей. Громадські протиріччя можна усунути шляхом поширення знань, впровадження істини.[9]

Виховання. Мета виховання — формування самостійно і раціонально мислячої людини. Вселюдська гармонія може бути закладена лише належним вихованням людей. Для створення людей досконалих треба всіх виховувати з самого народження з однаковою ретельністю, без прояву яких би то не було пристрастей і так, щоб ніхто не прагнув до кращих умов. Зміст виховання.
- Моральне виховання — на нього головну увагу.
- Розумове виховання — знання не повинні суперечити здоровому глузду.
- Трудовое виховання — необхідна умова для всебічного розвитку людини. Дитина в школі поряд із загальною освітою має отримати трудові навички.
- Фізичне виховання — військові вправи.[10]

Освіта Періоди освіти. Існують періоди — п'ятиріччя в житті людини, аж до 30-річного віку, — створюють основу для хорошого поділу за родом занять, причому кожна група зайнята своєю справою. Це сприяє найкращому розвитку людини.
Система 4 освітніх ступенів (основа всього — колективізм). 1. Школа — для малюків 1-5 років: читання, танці, свіже повітря. 2. Денна школа — для дітей 5-10 років: рідна мова, арифметика, географія, природознавство, історія. Ділиться на загальноосвітню (навчальні заняття) і індустріальну (практична робота в майстернях, саду і полі). 3. Вечірня школа — для підлітків (працюють на фабриці). 4. Вечірні лекції — для дорослих.

## Виховний інститут
Оуен відкрив у 1816 р. «Новий інститут для формування характеру». У нього входили: дошкільна установа для дітей від 1 до 5 років, початкова школа для дітей до 10 років, вечірні класи для підлітків, які працювали на фабриці, вечірній осередок культури, де навчали неписьменних робітників, функціонував лекторій, батьки отримували консультації з виховання дітей, проводилися музичні вечори, танці, ігри і т. д. На 1 січня 1816 «Новий інститут» охоплював своїм виховним впливом 759 осіб у віці від 1 року до 25 років.

## Захоплення соціалізмом
Соціальні і педагогічні експерименти врешті переконали Оуена, що несправедливим є будь-яке суспільство, засноване на приватній власності. Тож він запропонував британському уряду вирішити проблему безробіття шляхом заснування особливих селищ-кооперативів. В таких селищах злидарі, які втратили роботу, могли би господарювати самі, без капіталістів-наймачів.
До пропозицій Оуена урядовці поставилися, як до дивацтва чергового мрійника. Але той захопився ідеєю і вже невдовзі оприлюднив масштабніший план суспільних змін. Тепер він закликав створювати трудові громади, засновані на спільній власності їхніх учасників і розподілі заробленого за потребами працівників. Оуен був впевнений, що облаштовані таким чином громади швидко доведуть свої переваги і витіснять приватні фабрики. Із надзвичайним натхненням він взявся пропагувати свій план у Британії та за її межами. До комітету, що залучав кошти для облаштування трудових громад, увійшов навіть герцог Кентський, але грошей все одно зібрали дуже мало.
В 1825 перша трудова громада була заснована одним з послідовників Оуена у Шотландії поблизу Глазго, але експеримент виявився невдалим.

## Американський експеримент
Оуен тим часом занедбав справи на власній фабриці. Розчарований, він виїхав до Сполучених Штатів Америки, де купив 30 тисяч акрів землі в Індіані (землю йому продав місцевий мешканець Джордж Рапп) і таки заснував громаду «Нова гармонія». Після дворічних намагань, однак, проект теж розвалився . Жоден із проектів не був справжнім експериментом, його учасники були строкатою сумішшю багатьох вартісних високомотивованих людей з волоцюгами, авантюрниками і примхливими, неадекватними ентузіастами, або, за словами Оуенового сина, «різношерсного зборища радикалів, захоплених високими принципами, правдивих фанатиків і ледачих теоретиків та ще з домішкою кількох безсовісних шахраїв».
Джозайя Воррен, який був одним з учасників спільноти Нью-Гармоні, стверджував, що спільнота була приречена на провал через відсутність поваги до особистої волі і приватної власності. Він казав про спільноту: «У нас був світ у мініатюрі — ми знову розіграли французьку революцію, результатом якої стали наші сплюндровані серця, слава Богу, що не трупи… Виявилося, що це був власний, притаманний природі закон різноманітності, який переміг нас… Наш „об'єднаний інтерес“ вступав у непримиренну боротьбу з індивідуальністю людей і обставинами та інстинктом самозбереження…» ( Періодичні Листи II  1856). Комуна проіснувала всього два роки, і запроектоване поселення, для якого вже була випалена цегла, так ніколи й не було зведене. Однак місце цієї спільноти досі належить до об'єктів історичної спадщини.

## Повернення до Лондона
Після певного періоду незгод зі своїми колегами Оуен розірвав усі зв'язки з Нью-Ланарком. І хоча він втратив практично всі свої ресурси в невдалому американському експерименті і більш не був успішним підприємцем, він залишався в центрі політико-пропагандистської діяльності, поєднуючи соціалізм із секуляризмом. Власне сам термін «соціалізм» уперше прозвучав у дискусіях при створенні Оуеном «Союзу всіх класів усіх націй» (1835), у якому він був «батьком-засновником».

## Роль у спіритизмі
Незважаючи на антиклерикалізм Оуена, в пізніші роки свого життя він захопився спіритизмом. Він стверджував, що в ході спіритичних сеансів спілкувався з різними видатними людьми, такими як Бенджамін Франклін та Томас Джефферсон, які підказували йому, як людство має змінитися, щоб перестати бути нужденним, безнадійним і роз'єднаним, припинити війни і чвари та стати щасливим, об'єднаним і успішним. Оуен навіть написав ряд творів на теми спіритизму і практикував його для прожитку.

## Внесок у розвиток світової педагогіки
Оуен розвинув ідею поєднання навчання з продуктивною працею. Він створив оригінальну систему виховання і здійснив спробу експериментально її запровадити. Здобув унікальний соціально-педагогічний досвід у колоніях і комунах.